# Telegraph Road
Die Telegraph Road ist eine Fernverkehrsstraße im äußersten tropischen Norden von Queensland, Australien. Sie verläuft in Süd-Nord-Richtung und hat eine Länge von 304 km. Sie ist die einzige Straßenverbindung zur Spitze der Kap-York-Halbinsel. Auf ihrer gesamten Länge ist sie unbefestigt.

## Verlauf
Die Telegraph Road zweigt nördlich des Mungkan-Kandju-Nationalparks von der Peninsula Developmental Road (S81) nach Norden ab.
Sie führt durch die Mitte der Kap-York-Halbinsel, etwa gleich weit von deren Ost- und Westküste entfernt. Dem Jardine-River-Nationalpark folgt sie an seiner Westgrenze und endet in Kap York, dem nördlichsten Punkt des australischen Festlandes.
Von der Telegraph Road zweigen viele Stichstraßen zu Schafzuchtstationen ab.